# Matteo Carreri
Beato Matteo Carreri (Mantova, 1420 – Vigevano, 5 ottobre 1470) è stato un religioso italiano.

## Biografia
Nato nella nobile famiglia Carreri di Mantova, con il nome di Gianfrancesco, si fece domenicano con il nome di Matteo nel 1440. Svolse la sua missione in Lombardia, Toscana, Liguria e Veneto. Nel 1463 riformò il convento di Soncino. Visse a Vigevano nel convento attiguo alla chiesa di San Pietro Martire, dove il suo corpo è venerato come beato e protettore della città, a partire dal 27 marzo 1518. Morì il 5 ottobre 1470.

## Culto
Nel 1482 papa Sisto IV permise la traslazione del corpo e il culto. Il 23 settembre 1742 fu invece papa  Benedetto XIV a concedere al clero di Mantova e Vigevano e a tutto l'ordine di celebrarne l'ufficio. Lo stesso pontefice il 3 agosto 1750 concesse l'orazione e lezioni proprie nel breviario.
È patrono della città di Vigevano insieme a sant'Ambrogio.